# Mike Matheny
Michael Scott Matheny (ur. 21 września 1970) – amerykański baseballista, który występował na pozycji łapacza.

## Kariera zawodnicza
Matheny został wybrany w 1988 w 31. rundzie draftu przez Toronto Blue Jays, ale nie podpisał kontraktu, gdyż zdecydował się podjąć studia na University of Michigan w Ann Arbor, gdzie w latach 1989–1991 grał w drużynie uniwersyteckiej Michigan Wolverines. W czerwcu 1991 został wybrany w 8. rundzie draftu przez Milwaukee Brewers i początkowo grał w klubach farmerskich tego zespołu, między innymi w El Paso Diablos, reprezentującym poziom Double-A. W Major League Baseball zadebiutował 7 kwietnia 1994 w meczu przeciwko Oakland Athletics jako pinch hitter. W grudniu 1998 przeszedł do Toronto Blue Jays, w którym występował jeden sezon.
W grudniu 1999 podpisał kontrakt z St. Louis Cardinals. W sezonie 2000 zaliczył największą liczbę caught stealing w lidze (49) i 75 asyst (2. wynik w lidze spośród łapaczy) i po raz pierwszy otrzymał Złotą Rękawicę. W 2004 zagrał we wszystkich meczach World Series, w których Cardinals przegrali z Boston Red Sox 0–4 i zdobyli pierwszy od 86 lat mistrzowski tytuł przełamując tzw. klątwę Bambino. Jako łapacz ustanowił dwa rekordy w lidze: w 252 meczach z rzędu i na 1565 zagrań w obronie nie zaliczył błędu. W grudniu 2004 przeszedł do San Francisco Giants, w którym zakończył karierę w po zakończeniu sezonu 2006.

## Kariera menedżerska
W listopadzie 2011 został menadżerem St. Louis Cardinals, zastępując na tym stanowisku Tony'ego La Russę. W sezonie 2013 poprowadził zespół do mistrzostwa National League, jednak przegrał World Series z Boston Red Sox w sześciu meczach. 15 lipca 2018, po porażce 2–8 z Cincinnati Reds, został zwolniony z tej funkcji.

## Nagrody i wyróżnienia
| Nagroda/wyróżnienie | Lata                   | Źródło |
| 4× Gold Glove       | 2000, 2003, 2004, 2005 | [ 1 ]  |